# Bohumín
Bohumín (tjekkisk udtale: [ˈboɦumiːn] (polsk:  ( hør), tysk: Oderberg) er en by i distriktet Karviná i regionen Mähren-Schlesien i Tjekkiet med omkring 21.000 indbyggere.

## Administrative dele
Bohumín består af bydelene og landsbyerne Nový Bohumín, Pudlov, Skřečoň, Starý Bohumín, Šunychl, Vrbice og Záblatí.

## Geografi
Bohumín ligger omkring 5 km nord for Ostrava på grænsen til Polen, i den historiske region Cieszyn Schlesien i Ostrava-bassinet.
Sammenløbet af floderne Oder og Olza ligger nord for byen. Oder danner den vestlige grænse til kommunens område og Olza danner den nordlige grænse til Polen.
Området er rigt på vandområder. De kunstige søer Velké Kališovo og Malé Kališovo med et samlet areal på 50 ha og Vrbické Lake blev skabt ved at oversvømme grusgrave. De bruges til rekreative formål. Der er også fiskedammen Záblatský i den sydlige del af området.

## Historie
Den første skriftlige omtale af Bohumín (som Bogun) er i en stiløvelse af dronning Kunigunda af Halych fra 1256-1262. Den blev beskrevet som en stor landsby der lå på en handelsrute fra Prag til Kraków.
Kong Ludvig 2. gav byen og slottet Bohumín til George, markgreve af Brandenburg-Ansbach i 1523. Byen begyndte at udvikle sig under styret af Huset Hohenzollern, selvom den videre udvikling af Bohumín blev standset af hyppige epidemier af byllepest og oversvømmelser af Olza. Den var officielt kendt på tysk som Oderberg, og i slutningen af det 16. århundrede fulgte flertallet af borgerne protestantismen. Efterfølgeren efter Hohenzollerns i 1620 var Lazar Henckel, hvis familie af bankfolk og iværksættere kom fra det Habsburg-regerede Ungarn.
Efter at have besejret Maria Theresia af Østrig under de Schlesienske krige, annekterede kong Frederik 2. af Preussen det meste af Schlesien, selvom Bohumín forblev i Østrigs Schlesien i Kongeriget Bøhmen.
Efter revolutionerne i 1848 i det østrigske imperium blev der indført en moderne kommunal opdeling i det genetablerede østrigske Schlesien. Byen blev sæde for et juridisk distrikt først i Friedek og siden 1868 i Freistadts politiske distrikt.
I 1872 blev den vigtige Košice–Bohumín-jernbane åbnet i Šunychl, som senere voksede ud af Bohumín og Pudlov og øgede byens betydning.
Ifølge folketællingerne i 1880-1910 voksede byens befolkning fra 1.839 i 1880 til 5.810 i 1910. I 1880 og 1890 var flertallet polsktalende (58,1 % i 1880 og 64,8 % i 1890), efterfulgt af tysktalende (34,8 % i 1880 og 27,6 % i 1890) og tjekkisktalende (66,9 % og 7,8 % i 18,9 %). i 1890). I 1900 og 1910 var flertallet tysktalende (52,8 % i 1900, 54,5 % i 1910), efterfulgt af polsktalende (41,7 % i 1900 og 38,2 % i 1910) og tjekkisktalende (5,00 % i 19,00 % i 19,00 % i 1900). i 1910). Religionsmæssigt var flertallet i 1910 romersk-katolikker (91,7 %), efterfulgt af protestanter (206 eller 3,5 %), jøder (129 eller 2,2 %) og andre (141 eller 2,6 %).
Efter delingen af Cieszyn Schlesien i 1920 blev byen en del af Tjekkoslovakiet. Efter München-aftalen blev Bohumín og Trans-Olza-regionen annekteret af Polen i oktober 1938. Byen blev derefter annekteret af Nazityskland i begyndelsen af Anden Verdenskrig . Tyskerne drev flere tvangsarbejdslejre i byen, herunder en Polenlagerlejr udelukkende for polakker, en lejr udelukkende for jøder, og E728-underlejren til Stalag VIII-B/344-krigsfangelejren i Nový Bohumín. Den 1. maj 1945 blev Bohumín taget af sovjetiske tropper fra den 1. gardearmé. Efter krigen blev den igen en del af Tjekkoslovakiet, og den resterende tyske befolkning blev fordrevet vestpå i overensstemmelse med Potsdam-aftalen.